# یدالله موقن
یدالله موقِن (متولد ۲۵ اردیبهشت ۱۳۲۷ در اصفهان) پژوهشگر و مترجم فلسفه و عصر روشنگری است.

## زندگی
به مدت دو سال در دانشکده علوم دانشگاه اصفهان به تحصیل فیزیک پرداخت، اما ترک تحصیل کرده و به انگلستان رفت و از دانشگاه هال (Hull) در رشتهٔ فیزیک نظری لیسانس گرفت پس از آن به دانشگاه لیدز (Leeds) رفت و در رشته تاریخ و فلسفه علم فوق‌لیسانس گرفت. پس از بازگشت به ایران در گروه فلسفه دانشگاه اصفهان مشغول تدریس شد، اما همزمان با انقلاب فرهنگی استخدام او هم به حالت تعلیق درآمد. وی چند اثر از ارنست کاسیرر، فیلسوف بزرگ نوکانتی آلمانی را ترجمه کرده است.

## آثار
1. فلسفه روشنگری، ارنست کاسیرر
2. اسطورهٔ دولت، ارنست کاسیرر
3. فلسفهٔ صورت‌های سمبلیک: اندیشهٔ اسطوره‌ای، ارنست کاسیرر
4. کارکردهای ذهنی در جوامع عقب‌مانده، لوسین لوی-برول
5. فرد و کیهان در فلسفهٔ رنسانس، ارنست کاسیرر
6. عقلانیت و آزادی، مجموعه مقالات از ماکس وبر و دربارهٔ او
7. لوسین لوی-برول و مسئلهٔ ذهنیت‌ها
8. ارنست کاسیرر فیلسوف فرهنگ
9. زبان، اندیشه و فرهنگ، مجموعه مقالات تألیف و ترجمه
10. نطریه نسبیت اینشتاین:یک بررسی شناخت شناسانه، رنست کاسیرر در حال غلط‌گیری
11. اصل نسبیت، لورنتس، اینشتاین، مینکوسکی، وایلدر دست ترجمه
12. آیا تفسیر مکانیک کوانتوم از واقعیت فیزیکی کامل است؟ ، مقالاتی از اینشتاین، بوهر، هایزنبرگ، شرودینگر، دیراک، دیوید بوهم و… در دست ترجمه